# Martin de Lyonne
Martin de Lyonne (1611-1661) est un jésuite et un missionnaire du Canada.
Arrivé en 1643, il remplaça à  Miscou le père Dolbeau. Il y exerça son zèle avec le père Richard, et fit une mission à Miramichi en 1646. Le 16 novembre 1651, il partit de Québec sur le vaisseau le Saint-Joseph pour passer en France. 
Après une traversée des plus orageuses, le vaisseau fut saisi et pillé, près de l'île de Ré, et conduit à Brouage. Le père de Lyonne se rendit de là à La Rochelle, d'où il fit connaître, le 27 décembre suivant, les événements de son malheureux voyage. De retour au Canada, il continua l'exercice de son ministère en Acadie. 
Seul missionnaire dans l'habitation de Chédabouctou, où venait d'éclater une maladie contagieuse, il se dévoua tout entier au service des malades. La contagion semblait l'épargner, lorsqu'elle agissait avec plus de violence sur les autres ; averti qu'une personne était frappée de la contagion, il quitte tout, il y court, et comme il traversait un ruisseau gelé, la glace se rompit sous ses pieds. 
Il tombe à l'eau, et en sort mouillé et transi, poursuit ainsi sa route, assiste le malade, le console et le prépare à la mort ; mais aussitôt la fièvre le saisit lui-même, et deux jours après, il rendit sa belle âme à Dieu le 16 janvier 1661.